# Felix Greissle
Felix Anton Greissle (* 15. November 1894 in Wien, Österreich-Ungarn; † 26. April 1982 in Manhasset, Bundesstaat New York) war ein österreichischer Dirigent und Musikverleger. Der Schwiegersohn Arnold Schönbergs emigrierte später in die Vereinigten Staaten.

## Leben
Greissle erhielt privaten Klavierunterricht und studierte nach dem Abitur zunächst Malerei an der Akademie der bildenden Künste Wien bei Alfred Roller. Nach Kriegsdienst und italienischer Kriegsgefangenschaft wandte er sich der Musik zu und studierte ab 1919 unter anderem bei Guido Adler und Egon Wellesz an der Universität Wien. Im gleichen Jahr begegnete er Arnold Schönberg, dessen Schüler er 1920 wurde, daneben unterrichteten ihn auch Alban Berg und Anton Webern. Im von Schönberg gegründeten Verein für musikalische Privataufführungen übernahm er administrative Aufgaben. 1921 heiratete er Schönbergs Tochter Gertrude, ab 1922 arbeitete er bei der Universal Edition als Kopist, Korrektor und Bearbeiter. In dieser Funktion erstellte er auch Bearbeitungen bzw. Uminstrumentierungen von Werken Schönbergs (darunter der Fünf Orchesterstücke op. 16). Von 1925 bis 1937 leitete er die Kantatenvereinigung des Wiener Staatsopernchors, mit der er bereits 1924 Schönbergs Friede auf Erden op. 13 aufgeführt hatte.
1938 emigrierte Felix Greissle mit seiner Familie in die Vereinigten Staaten und erhielt dort eine Stellung als Herausgeber für den Verlag G. Schirmer, ab 1943 als Director of Serious Music Publications. 1946 wurde Greissle Cheflektor im Verlag Edward B. Marks. Greissle erteilte außerdem privat Musikunterricht, gab in den 1950er-Jahren Kurse an der Columbia University, in den 1960er-Jahren an der New School for Social Research und hielt Vorträge an diversen amerikanischen Hochschulen, so dem Schoenberg Institute an der University of Southern California.